# Alex Petrovic
Alexander „Alex“ Petrovic (* 3. März 1992 in Edmonton, Alberta) ist ein kanadischer Eishockeyspieler, der seit Juli 2021 bei den Dallas Stars aus der National Hockey League (NHL) unter Vertrag steht und parallel für deren Farmteam, die Texas Stars, in der American Hockey League (AHL) auf der Position des Verteidigers spielt. Zuvor verbrachte er unter anderem über sechs Jahre in der Organisation der Florida Panthers.

## Karriere

### Jugend
Alex Petrovic wurde in Edmonton geboren und spielte dort in seiner Jugend für den Maple Leaf Athletic Club, ehe er im Bantam Draft 2007 der Western Hockey League (WHL) an 33. Position von den Red Deer Rebels ausgewählt wurde. Zum Ende der Saison 2007/08 debütierte er in der WHL und kam dabei auf zehn Einsätze, ehe er mit Beginn der folgenden Spielzeit fest im Kader der Rebels stand. Zudem vertrat er über den Jahreswechsel 2008/09 das Team Canada Pacific bei der World U-17 Hockey Challenge 2009 und gewann dabei mit der Mannschaft die Silbermedaille. In der Saison 2009/10 steigerte der Verteidiger seine persönliche Statistik deutlich auf 27 Scorerpunkte aus 57 Spielen, nahm am CHL Top Prospects Game teil und wurde infolgedessen im NHL Entry Draft 2010 an 36. Position von den Florida Panthers ausgewählt. Petrovic verbrachte jedoch vorerst zwei weitere Saisons in der WHL, in denen er jeweils einmal ins Second (2011) und ins First All-Star Team (2012) der Eastern Conference gewählt wurde und darüber hinaus 2012 die Bill Hunter Memorial Trophy als bester Verteidiger der WHL erhielt.

### Florida Panthers
Petrovic hatte bereits im April 2011 einen Einstiegsvertrag bei den Panthers unterzeichnet und wechselte zum Ende der Saison 2011/12 erstmals in deren Organisation, als er seine ersten 14 Profi-Spiele in der American Hockey League für die San Antonio Rampage absolvierte, das Farmteam der Panthers. In San Antonio verbrachte der Kanadier auch den Großteil der folgenden Spielzeit 2012/13, kam auf 17 Punkte in 55 Spielen und wurde im April 2013 erstmals ins NHL-Aufgebot der Panthers berufen, wo er in der Folge sechs Spiele absolvierte. Das gleiche Bild ergab sich in der Saison 2013/14, in der er auf sieben NHL- und 43 AHL-Einsätze kam.
Deutlich mehr NHL-Spielzeit erhielt Petrovic erstmals in der Saison 2014/15, als er 33 Spiele für die Panthers absolvierte und parallel dazu die San Antonio Rampage als Assistenzkapitän anführte. Im Sommer 2015 verlängerte er seinen Vertrag in Florida um weitere zwei Jahre und etablierte sich mit Beginn der Spielzeit 2015/16 endgültig im NHL-Aufgebot, sodass er nicht mehr zurück in die AHL geschickt wurde.

### Stete Wechsel in der NHL
Nach über sechs Jahren und über 250 Einsätzen für die Panthers wurde Petrovic im Dezember 2018 an die Edmonton Oilers abgegeben. Damit kehrte der Abwehrspieler in seine Geburtsstadt zurück. Im Gegenzug erhielt Florida Chris Wideman sowie ein Drittrunden-Wahlrecht für den NHL Entry Draft 2019. Die Oilers besaßen aus einem früheren Tauschgeschäft neben ihrem eigenen noch das Drittrunden-Wahlrecht der New York Islanders, wobei Florida das höhere der beiden erhalten sollte. Bei den Oilers erhielt Petrovic am Ende der Saison 2018/19 keinen weiterführenden Vertrag, sodass er sich im September 2019 als Free Agent den Boston Bruins anschloss. In gleicher Weise wechselte er im Oktober 2020 zu den Calgary Flames sowie im Juli 2021 zu den Dallas Stars.

## Erfolge und Auszeichnungen
| - 2010 Teilnahme am CHL Top Prospects Game - 2011 WHL East Second All-Star-Team - 2012 Bill Hunter Memorial Trophy | - 2012 WHL East First All-Star-Team - 2015 Teilnahme am AHL All-Star Classic |

### International
- 2009 Silbermedaille bei der World U-17 Hockey Challenge

## Karrierestatistik
Stand: Ende der Saison 2024/25

### International
Vertrat Kanada bei:
- World U-17 Hockey Challenge 2009

(Legende zur Spielerstatistik: Sp oder GP = absolvierte Spiele; T oder G = erzielte Tore; V oder A = erzielte Assists; Pkt oder Pts = erzielte Scorerpunkte; SM oder PIM = erhaltene Strafminuten; +/− = Plus/Minus-Bilanz; PP = erzielte Überzahltore; SH = erzielte Unterzahltore; GW = erzielte Siegtore; 1 Play-downs/Relegation; Kursiv: Statistik nicht vollständig)